# Argos (Ortung)
Argos ist ein satellitengestütztes System, um Position und Messdaten von Objekten abzufragen. Beispielsweise erhalten Zugvögel kleine Sender, um ihre Flugrouten zu verfolgen. Das Rettungssystem COSPAS-SARSAT ist eine Spezialanwendung von Argos.

## Technik

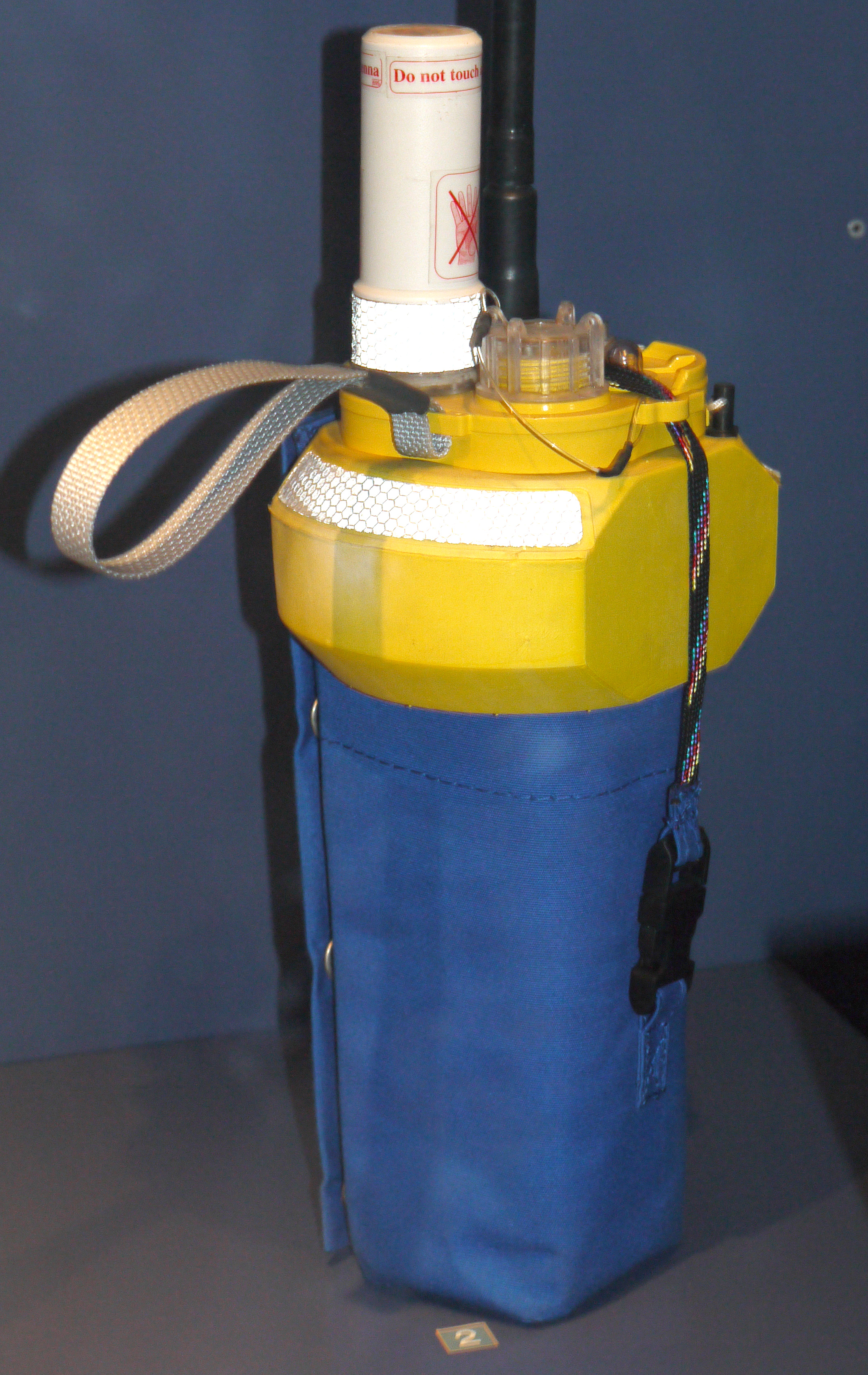
Argos-Sender

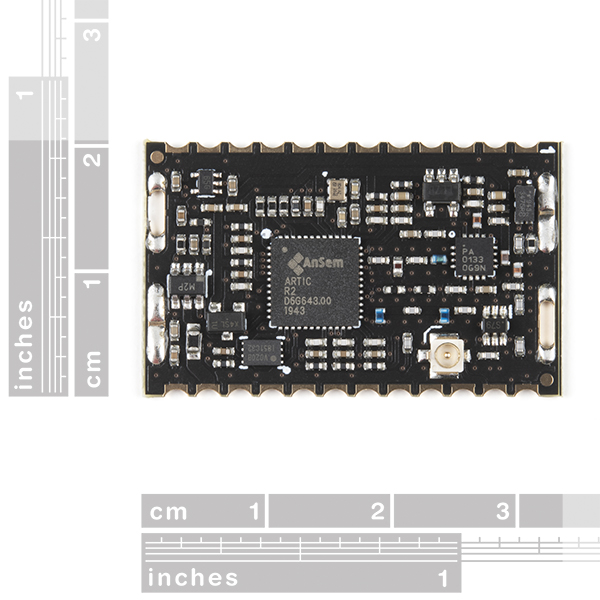
ARGOS-Transceiver

Die Sender (englisch platform transmitter terminals, PTT), senden auf einer Trägerfrequenz von 401,65 MHz, auf der sie eine Nachricht von 32 Bytes aufmodulieren. Die Übertragungszeit beträgt 360–920 ms, die Pausen zwischen der Wiederholung des Signals 45–200 s. Die Position wird nach dem Dopplerverfahren ermittelt. Satelliten empfangen das Signal und leiten es an eine Bodenstation weiter. Aus der Doppler-Frequenzverschiebung ergibt sich die relative Geschwindigkeit zwischen Signalquelle und Satelliten. Der Empfang durch mehrere Satelliten (oder mehrmaliges zeitversetztes Empfangen mit demselben Satelliten) und die Berücksichtigung des Höhenprofils der Erdoberflächen führt zu einer eindeutigen Positionsbestimmung mit einer Genauigkeit besser als 150 m.
Zurzeit empfangen drei NOAA-Satelliten, drei METOP-Satelliten und ein SARAL die Argos-Signale. Die Satelliten umkreisen die Erde auf einer polaren Flugbahn in 850 km Höhe. Ihr Footprint (der Erfassungsbereich auf dem Boden) hat einen Durchmesser von ca. 5000 km. 
Die Satelliten Metop-A, NOA-19 und SARAL sind mit einem weiterentwickelten Argos-3 Transponder ausgestattet. Die Argos-3 Transmitter heißen Platform Message Transceiver (PMT), da sie, anders als die  PTT, über einen Rückkanal verfügen. Seine Datenrate liegt bei 400 bps, die Uplink-Datenrate wurde gegenüber den PTT verzehnfacht und beträgt nun 4800 bps. Bei einem Satellitenüberflug übermitteln sie Datenpakete von 30 kBit.

## Betreiber
Die NOAA (USA), NASA (USA) und CNES nahmen Argos 1978 gemeinsam in Betrieb. Betreiber des Hauptkontrollzentrums in Toulouse ist CLS unter Beteiligung von CNES, das zweite Kontrollzentrum befindet sich in Largo, Maryland (USA). 1986 gründete CNES den kommerziellen Ableger CLS um das System kommerziell zu vermarkten. Neben den drei Hauptempfangsstationen – Wallops Island (Virginia, USA), Fairbanks (Alaska, USA) und Lannion (Frankreich) – unterhält Argos mehr als zehn regionale Zentren, verteilt auf allen Kontinenten.
EUMETSAT stattete den Satelliten MetOp-A, der im Sommer 2006 gestartet wurde, mit Argos-Transpondern der dritten Generation aus. Sie erhöhen die Signalempfindlichkeit um ca. 3 dB, die Datenübertragungsrate auf 4,8 kbps, die Bandbreite von 80 kHz auf 110 kHz und erlauben, nicht nur Daten von den PTT zu empfangen, sondern auch dorthin zu übertragen. Bereits der japanische Satellit ADEOS-II verfügte über diese Möglichkeiten bis zu seinem Ausfall im Oktober 2003.

## Einsatzgebiete
Während bei den GNSS-Systemen wie GPS der Empfänger auf der Erde seine Position mittels der Demodulation der empfangenden Satellitendaten berechnet, ist der Weg bei der Dopplermethode umgekehrt. Ein Sender sendet ein Signal zu Satelliten, die daraus seine Position bestimmen und über ein Kommunikationsnetz an mögliche Empfänger weiterleitet. Die Methode erlaubt den Bau kleiner preiswerter Sender. Sie können nur 5 g wiegen und eine Betriebsdauer von einem Jahr oder mehr haben. Für viele Anwendungen ist die Ortsauflösung von weniger als 200 m ausreichend. Auch ist die Kapazität, anders als bei GNSS, begrenzt.
Die Wanderungen von Zugvögeln, Tierherden oder Wassertieren lassen sich verfolgen, genauso wie die Bewegungen von Schiffen oder auch einzelnen Containern. Treibbojen geben Auskunft über die Oberflächenströmungen der Meere und teilen ortsaufgelöst Wetterdaten wie Temperatur oder Windgeschwindigkeit mit.
PTT, deren Positionen auf der Erde exakt ausgemessen wurden, dienen als Referenzstationen zur Bahnbestimmung der Satelliten. Das System DORIS (Doppler Orbitography and Radiopositioning Integrated by Satellite) misst die Flughöhe des Satelliten auf einige Zentimeter genau.